# Собор Непорочного Зачатия (Джорджтаун)
Собор Непорочного Зачатия (англ. Immaculate Conception Cathedral), или Брикдамский собор, — католическая церковь в Джорджтауне (Гайана).

## Описание
Собор Непорочного Зачатия является римско-католическим собором в столице Гайаны Джорджтауне. Это ведущая католическая церковь страны. Собор построен в 1920-х годах в неороманском архитектурном стиле по проекту, разработанному английским архитектором Леонардом Стоуксом (1858—1925). Здание 60 м в длину и 300 м в ширину. Высота центральных помещений составляет 18 м, а купол достигает 23 м.

## История
В 1819 году католический комитет обратился с просьбой о строительстве церкви в Брикдаме на части старого плаца.
Губернатор сэр Бенджамин Д’Урбан заложил первый камень в фундамент первой небольшой церкви 12 декабря 1825 года. Первоначально названная церковью Христа, позднее в 1847 году она была переименована в церковь Воскресения Христова. Позднее церковь была заменена часовней Девы Марии, построенной на южной стороне улиц Кэмп и Хэдфилд. Вскоре часовня была демонтирована и заново установлена в Виктории, где она находилась до 1921 года.
Первый камень часовни Девы Марии был заложен в присутствии губернатора сэра Фрэнсиса Хинкса 21 апреля 1868 года. Главное здание часовни было спроектировано Сезаром Кастеллани, а башня — священником-иезуитом Игнатиусом Скоулзом. Этот собор (включая святилище) был 36 м в длину и 23 м в ширину и был построен из древесины местных деревьев Chlorocardium и Carapa. Сколес описывал церковь «как прекраснейший образец готики, который только можно ожидать встретить в западных тропиках».
Однако 7 марта 1913 года собор сгорел. В следующее воскресенье 9 марта католический мэр Джорджтауна Фрэнсис Диас созвал собрание, на котором было решено собрать средства на новый собор.
15 августа 1915 г. епископ К. Т. Гальтон заложил первый камень в фундамент современного собора. Строительство нового собора продолжалось 10 лет (1921—1931) с использованием железобетона. Гранитный камень поступал из карьеров Далли и Уолга на реке Эссекибо, а песок — с острова Легуан. Собор был частично освящён епископом Гальтоном 13 марта 1921 года.
Мраморный алтарь был возведен в 1930 году и является подарком папы Пия XI епископу Гальтону. Мраморная кафедра — в память от семьи Фогарти. Металлическая статуя Девы Марии на западном фасаде — из собора Девы Марии. Шпиль сохранился от предыдущего собора, который пережил падение во время пожара 1913 года.